# Des Moines (Nuovo Messico)
Des Moines è un villaggio degli Stati Uniti d'America della contea di Union nello Stato del Nuovo Messico. La popolazione era di 143 persone al censimento del 2010.

## Geografia fisica
Des Moines è situata a 36°45′37″N 103°50′07″W (36.760167, -103.835317).
Secondo lo United States Census Bureau, ha un'area totale di 1,1 miglia quadrate (2,8 km²).

## Storia
Un ufficio postale chiamato Des Moines è stato in funzione dal 1906. Il villaggio prende il nome dalla città di Des Moines, la capitale dell'Iowa.

## Società

### Evoluzione demografica
Secondo il censimento del 2010, c'erano 143 persone.

### Etnie e minoranze straniere
Secondo il censimento del 2010, la composizione etnica della città era formata dall'88,11% di bianchi, l'1,4% di nativi americani, il 6,99% di altre razze, e il 3,5% di due o più etnie. Ispanici o latinos di qualunque razza erano il 30,77% della popolazione.